# Andrew Stanton
Andrew Christopher Stanton Jr. (Rockport, Massachusetts, 3 de Dezembro de 1965) é um animador, roteirista, e ator de voz americano. Um de seus principais trabalhos aconteceu no período de 2002 a 2003, na animação Procurando Nemo da Pixar, o qual ele dirigiu e escreveu. Venceu o Óscar de Melhor Animação em 2004 (Finding Nemo) e em 2008 (WALL-E). Ele também dirigiu o filme Finding Dory, a sequela de sucesso de Finding Nemo  estreou em 17 de junho de 2016.

## Filmografia
| Ano  | Filme          | Ação(es)            |
| ---- | -------------- | ------------------- |
| 1995 | Toy Story      | Roteirista          |
| 1998 | A Bug's Life   | Roteirista          |
| 1999 | Toy Story 2    | Produtor Roteirista |
| 2001 | Monsters, Inc. | Roteirista          |
| 2003 | Finding Nemo   | Diretor Roteirista  |
| 2006 | Cars           | Voz de Fred         |
| 2008 | WALL-E         | Diretor Roteirista  |
| 2009 | Up             | Produtor Executivo  |
| 2010 | Toy Story 3    | Roteirista          |
| 2012 | John Carter    | Diretor Roteirista  |
| 2012 | Brave          | Produtor Executivo  |
| 2016 | Finding Dory   | Diretor Roteirista  |
| 2019 | Toy Story 4    | Roteirista          |